# Douaumont-Vaux
Pour les articles homonymes, voir Douaumont (homonymie) et Vaux.
Douaumont-Vaux est une commune française située dans le département de la Meuse, en région Grand Est.
La commune nouvelle est née le 1er janvier 2019 de la fusion des communes de Douaumont et Vaux-devant-Damloup. Son chef-lieu de communes est fixé à Vaux-devant-Damloup. A sa création, c'est la commune nouvelle la moins peuplée de France devant Saligos (110  hab. 2016) ou Val d'Oronaye (118 hab. 2016).
Elle regroupe deux des neuf communes considérées comme mortes pour la France et détruites en 1916 pendant la bataille de Verdun qui ne sont pas reconstruites car classés en zone rouge du département de la Meuse. Bien que détruites, les communes déléguées de Douaumont et de Vaux-devant-Damloup sont habitées et ont bénéficié chacune d'un conseil municipal élu jusqu'à la création de la commune nouvelle. Le village de Vaux-devant-Damloup a d'ailleurs été reconstruit à 500 mètres sur un nouveau site par rapport au précédent, ce qui est un cas unique sur le territoire du champ de bataille de Verdun.

## Géographie

### Localisation
Le chef-lieu de la commune nouvelle, Vaux-devant-Damloup, se trouve au pied des champs de bataille de Verdun, mais son territoire est en majorité recouvert par la forêt de Verdun. Elle se situe au nord-est du département de la Meuse dans la région Grand Est.
À vol d'oiseau, elle se situe à 8 km, de Verdun, chef-lieu de l'arrondissement auquel la commune appartient. Elle est distante de 53,7 km de Bar-le-Duc, préfecture du département et de 231,1 km de Paris.
Douaumont-Vaux est limitrophe de sept autres communes : Bezonvaux, Bras-sur-Meuse, Damloup, Dieppe-sous-Douaumont, Fleury-devant-Douaumont, Louvemont-Côte-du-Poivre et Ornes.
| Louvemont-Côte-du-Poivre village détruit | Ornes village détruit                   | Bezonvaux village détruit |
| Bras-sur-Meuse                           | Douaumont-Vaux                          | Dieppe-sous-Douaumont     |
| Fleury-devant-Douaumont village détruit  | Fleury-devant-Douaumont village détruit | Damloup                   |

### Lieux-dits, hameau et écarts
Avec les destructions liées à la Première Guerre mondiale, la commune ne compte que deux lieux d'habitation, celle de Vaux-devant-Damloup, village reconstruit à proximité de l'ancien site et chef-lieu de la commune et du lieu-dit de Thiaumont, seul endroit où se situe la population de la commune déléguée de Douaumont, car le site de l'ancien village a été abandonné en souvenir de sa destruction.

### Géologie et relief
Le territoire municipal de Douaumont-Vaux s’étend sur 1 270 hectares. Les niveaux d’altitude de la commune nouvelle fluctuent entre 240 et 395 mètres.

### Hydrographie

#### Réseau hydrographique
La commune est traversée par la ligne de partage des eaux entre les bassins versants du Rhin et de la Meuse au sein du bassin Rhin-Meuse. Elle est drainée par le ruisseau de Vaux,.
Le ruisseau de Vaux, d'une longueur de 14 km, prend sa source sur le territoire de la commune déléguée de Vaux-devant-Damloup et se jette  dans l'Orne à Foameix-Ornel, après avoir traversé six communes.

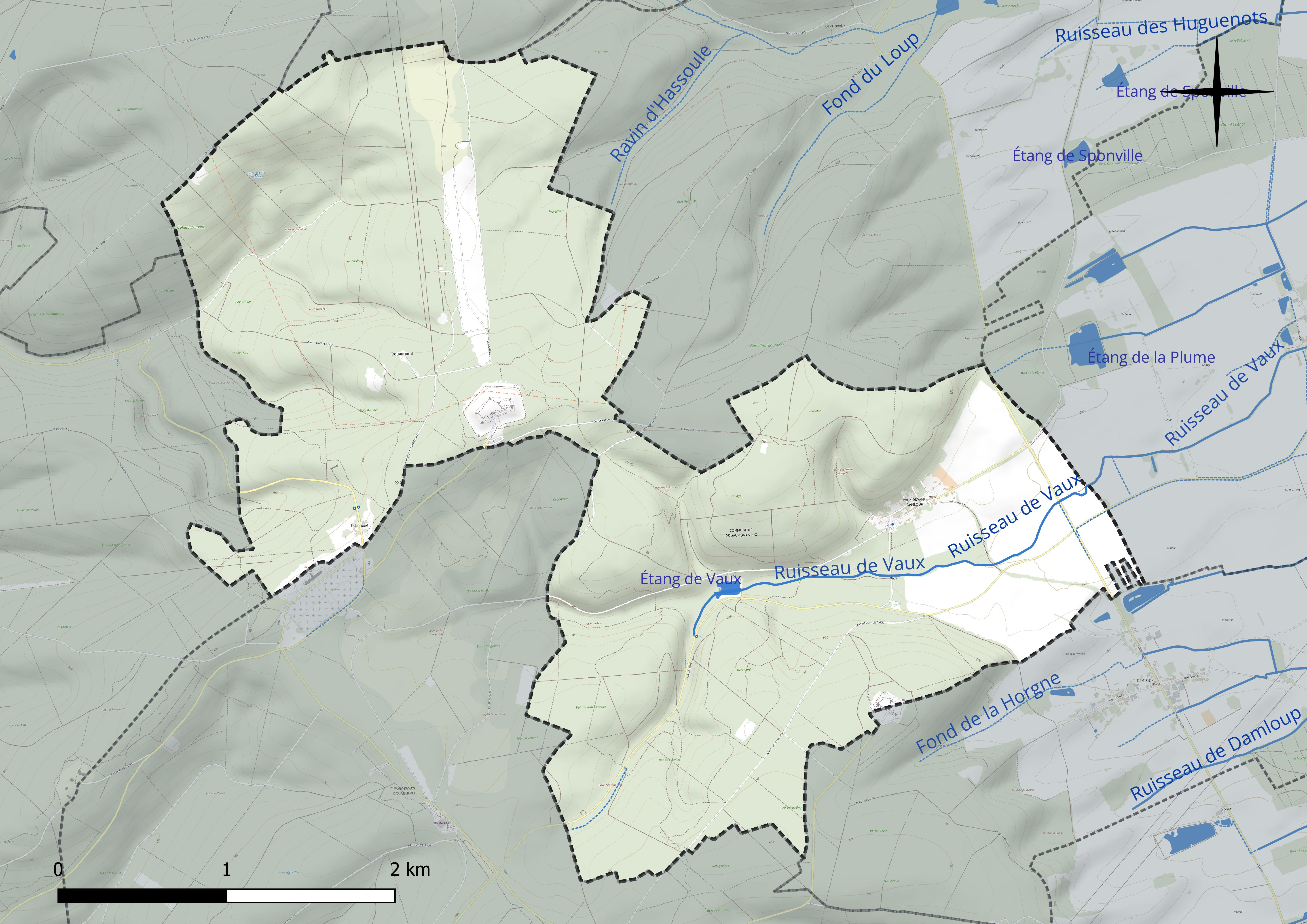
Réseau hydrographique de Douaumont-Vaux.

Un plan d'eau complète le réseau hydrographique : l'étang de Vaux (1 ha),.

#### Gestion et qualité des eaux
Le territoire communal est couvert par le schéma d'aménagement et de gestion des eaux (SAGE) « Bassin ferrifère ». Ce document de planification concerne le périmètre des anciennes galeries des mines de fer, des aquifères et des bassins versants hydrographiques associés qui s’étend sur 2 418 km2. Les bassins versants concernés sont celui de la Chiers en amont de la confluence avec l'Othain, et ses affluents (la Crusnes, la Pienne, l'Othain), celui de l'Orne et ses affluents et celui de la Fensch, le Veymerange, la Kiesel et les parties françaises du bassin versant de l'Alzette et de ses affluents (Kaylbach, ruisseau de Volmerange). Il a été approuvé le 27 mars 2015. La structure porteuse de l'élaboration et de la mise en œuvre est la région Grand Est.
La qualité des cours d’eau peut être consultée sur un site dédié géré par les agences de l’eau et l’Agence française pour la biodiversité.

### Climat
Pour des articles plus généraux, voir Climat du Grand Est et Climat de la Meuse.
En 2010, le climat de la commune est de type climat de montagne, selon une étude du Centre national de la recherche scientifique s'appuyant sur une série de données couvrant la période 1971-2000. En 2020, Météo-France publie une typologie des climats de la France métropolitaine dans laquelle la commune est exposée à un climat océanique altéré et est dans la région climatique Lorraine, plateau de Langres, Morvan, caractérisée par un hiver rude (1,5 °C), des vents modérés et des brouillards fréquents en automne et hiver.
Pour la période 1971-2000, la température annuelle moyenne est de 9,4 °C, avec une amplitude thermique annuelle de 16,1 °C. Le cumul annuel moyen de précipitations est de 976 mm, avec 14 jours de précipitations en janvier et 9,8 jours en juillet. Pour la période 1991-2020, la température moyenne annuelle observée sur la station météorologique de Météo-France la plus proche, « Bonzée_sapc », sur la commune de Bonzée à 15 km à vol d'oiseau, est de 10,6 °C et le cumul annuel moyen de précipitations est de 783,7 mm. 
La température maximale relevée sur cette station est de 40,6 °C, atteinte le 24 juillet 2019 ; la température minimale est de −17,3 °C, atteinte le 7 février 2012,,.
Les paramètres climatiques de la commune ont été estimés pour le milieu du siècle (2041-2070) selon différents scénarios d'émission de gaz à effet de serre à partir des nouvelles projections climatiques de référence DRIAS-2020. Ils sont consultables sur un site dédié publié par Météo-France en novembre 2022.

## Urbanisme

### Typologie
Au 1er janvier 2024, Douaumont-Vaux est catégorisée commune rurale à habitat dispersé, selon la nouvelle grille communale de densité à sept niveaux définie par l'Insee en 2022.
Elle est située hors unité urbaine. Par ailleurs la commune fait partie de l'aire d'attraction de Verdun, dont elle est une commune de la couronne,. Cette aire, qui regroupe 103 communes, est catégorisée dans les aires de moins de 50 000 habitants,.

## Toponymie
Le toponyme de la commune est composé du nom des deux communes déléguées qui sont « Douaumont » et « Vaux » pour Vaux-devant-Damloup. Au cours de leurs histoires, les anciennes communes sont mentionnées sous d'autres noms.
Pour Douaumont, on retrouve les mentions de Neuve ville à Douaumont en 1252, Dewamont au XIVe siècle, de Douamont en 1462, de Douaulmont en 1560, de De Duaco-Monte en 1738, de Duacus-Mons en 1749, de Divus-Mons à une date inconnue.

Du gaulois deva, « divine » et du latin montem, « colline ».
Pour Vaux-devant-Damloup, on a les mentions de Vaut en 1262, de Vaux en 1302, de Vaulx en 1549, de Vaux en 1659, de Vallis en 1738, de Vaulx en 1745, de Valles en 1756 et de Vaux en 1801. La commune déléguée adopte le nom de Vaux-devant-Damloup à une date inconnue.

## Politique et administration

### Découpage territorial
La commune nouvelle est créée au 1er janvier 2019 par un arrêté préfectoral du 19 décembre 2018. Elle est issue de la fusion des communes de Douaumont et de Vaux-devant-Damloup, selon la volonté exprimées par les conseils municipaux des deux communes concernées. Les deux anciennes communes deviennent des communes déléguées. La commune est membre de la communauté d'agglomération du Grand Verdun en raison de l'appartenance de Douaumont et de Vaux-devant-Damloup à cette structure intercommunales.
Douaumont-Vaux est rattaché à l'arrondissement de Verdun, au département de la Meuse et à la région Grand Est dès sa création. Elle fait également partie de la deuxième circonscription de la Meuse, où Émilie Cariou, LREM, est la députée de la circonscription depuis son élection le 18 juin 2017. Elle est aussi intégrée au canton de Belleville-sur-Meuse où le binôme DVD, Régine Munerelle et Yves Peltier représentent le canton au conseil départemental depuis son élection en mars 2015.

### Administration municipale
Le chef-lieu de la commune nouvelle est fixé à Vaux-devant-Damloup, où la mairie est celle de la commune nouvelle et de la commune déléguée. La mairie annexe de la commune déléguée de Douaumont est fixé aussi à Vaux-devant-Damloup, en raison de l'absence d'un local présent sur son territoire, auparavant, elle est sise sur la place Monseigneur-Ginisty à Verdun avant la fusion.
Entre le 1er janvier 2019 et les prochaines élections municipales en 2020, le nombre de membres du conseil municipal est de 14, car le conseil municipal réunit les conseillers municipaux de Douaumont et de Vaux-devant-Damloup. Après cette élection, ce nombre sera probablement de 7 en raison du nombre de sièges fixé par le nombre d'habitants et ce dernier correspond à des communes ayant un nombre d'habitants inférieur à 100 habitants.

### Liste des maires
| Période      | Période  | Identité      | Étiquette | Qualité |
| ------------ | -------- | ------------- | --------- | ------- |
| janvier 2019 | En cours | Armand Falque | SE        |         |

## Démographie
L'évolution du nombre d'habitants est connue à travers les recensements de la population effectués dans la commune depuis sa création.

En 2022, la commune comptait 81 habitants, en stagnation par rapport à 2016 (Meuse : −4,4 %, France hors Mayotte : +2,11 %).
| 2015 | 2020 | 2022 |
| ---- | ---- | ---- |
| 82   | 79   | 81   |

| Nom                         | Code Insee | Intercommunalité   | Superficie (km2) | Population (dernière pop. légale) | Densité (hab./km2) |
| --------------------------- | ---------- | ------------------ | ---------------- | --------------------------------- | ------------------ |
| Vaux-devant-Damloup (siège) | 55537      | CA du Grand Verdun | 6,56             | 74 (2016)                         | 11                 |
| Douaumont                   | 55164      | CA du Grand Verdun | 6,14             | 7 (2016)                          | 1,1                |

## Culture locale et patrimoine

### Lieux et monuments
- Chapelle Saint-Hilaire, bâtiment commémoratif de la première guerre mondiale. Elle est édifiée en 1932 par l'architecte Marcel Delangle. La chapelle est inscrite au titre des monuments historiques en décembre 2021[27].
- Chapelle Saint-Philippe Saint-Jacques, bâtiment commémoratif de la première guerre mondiale. Elle est édifiée en 1932 par l'architecte Marcel Delangle. La chapelle est inscrite au titre des monuments historiques en décembre 2021[28].